# Вілбрагам (Массачусетс)
Вілбрагам (англ. Wilbraham) — місто (англ. town) в США, в окрузі Гемпден штату Массачусетс. Населення — 14 613 особи (2020).

## Демографія
Згідно з переписом 2010 року, у місті мешкало 14 219 осіб у 5309 домогосподарствах у складі 4037 родин. Було 5497 помешкань
Расовий склад населення:
| - 94,0 % — білих - 2,2 % — чорних або афроамериканців - 2,0 % — азіатів - 0,1 % — корінних американців |

До двох чи більше рас належало 1,2 %. Частка іспаномовних становила 2,8 % від усіх жителів.
За віковим діапазоном населення розподілялося таким чином: 23,6 % — особи молодші 18 років, 57,6 % — особи у віці 18—64 років, 18,8 % — особи у віці 65 років та старші. Медіана віку мешканця становила 46,0 року. На 100 осіб жіночої статі у місті припадало 89,9 чоловіків;  на 100 жінок у віці від 18 років та старших — 87,1 чоловіків також старших 18 років.
Середній дохід на одне домашнє господарство  становив 123 912 долари США (медіана — 104 491), а середній дохід на одну сім'ю — 140 499 доларів (медіана — 114 293). Медіана доходів становила 69 281 долар для чоловіків та 52 500 доларів для жінок. За межею бідності перебувало 4,0 % осіб, у тому числі 2,7 % дітей у віці до 18 років та 7,8 % осіб у віці 65 років та старших.
Цивільне працевлаштоване населення становило 7612 осіб. Основні галузі зайнятості: освіта, охорона здоров'я та соціальна допомога — 26,5 %, виробництво — 11,9 %, роздрібна торгівля — 10,9 %, фінанси, страхування та нерухомість — 10,7 %.